# 心叶驼绒藜
心叶驼绒藜（学名：Ceratocarpus ewersmanniana）是苋科角果藜属的植物。分布在蒙古、俄罗斯以及中国大陆的新疆等地，生长于海拔1,000米至2,000米的地区，常生长在半荒漠、田边、荒地、砂丘和路旁，目前尚未由人工引种栽培。

## 异名
- Ceratoides ewersmanniana (Stschegl. ex Losinsk.) Botsch. et Ikonn.